# 魏家楼乡
魏家楼乡是中国陕西省榆林市横山县下辖的一个乡。

## 行政区划
魏家楼乡下辖以下行政区：
魏家楼村、瓦窑渠村、杨家楼村、拓家峁村、五家峁村、梁西山村、枣坪村、肖崖村、庙湾村、麒麟沟村、郑寨村、宁洲关村